# Madame X – Eine absolute Herrscherin
Madame X – Eine absolute Herrscherin ist ein experimenteller deutscher Spielfilm von Ulrike Ottinger aus dem Jahr 1977. Tabea Blumenschein verkörpert Madame X, die absolute Herrscherin des Chinesischen Meeres, auf der Suche nach Gold, Liebe und Abenteuer.

## Handlung
Die Geschichte der chinesischen Piratenkönigin Madame X erzählt von einer strengen und unerbittlichen Herrscherin des chinesischen Meeres. Mit den Worten „Gold – Liebe – Abenteuer“ ruft sie Frauen dazu auf, ihren eintönigen Alltag gegen eine Welt voller Gefahren, Unsicherheit, Liebe und Abenteuer einzutauschen. 
Dieser Aufruf erreicht verschiedene Frauen: eine deutsche Försterin, die europäische Künstlerin Josephine de Collage, die amerikanische Hausfrau Betty Brillo, die Psychologin Carla Freud-Goldmund, das Fotomodell Blow Up, die Buschpilotin Omega Zentauri und Noa-Noa, eine Frau aus der Südsee. Diese Frauen bilden die Besatzung der Dschunke und folgen dem Kommando von Madame X. Es entstehen leidenschaftliche Szenen voller Erotik, Eifersucht und Konflikte. Als das Schiff wieder an Land kommt, sind alle Frauen verändert. 

## Produktion
Madame X – Eine absolute Herrscherin entstand 1978 am Bodensee als Koproduktion mit dem ZDF. Die internationale Premiere fand 1977 auf dem Steirischen Herbst in Graz statt. Die Deutsche Premiere fand im Rahmen des Berlinale Forums 1978 statt.

## Rezeption
Madame X – Eine absolute Herrscherin gilt als filmischer Klassiker, der von zentraler Bedeutung für die Thematisierung lesbischer Beziehungen und lesbischer Sexualität in den 70er Jahren. Ginka Steinwachs bezeichnete 1978 in Die Schwarze Botin Madame X als „Fanal der lesbischen Liebe und Ausdruck eines revolutionären […] Bewußtseins“.
Für Karsten Witte wurde Madame X – Eine absolute Herrscherin zum Angelpunkt queerer Filmgeschichtsschreibung. Auf dem Frauenschiff Orlando wehen die Flaggen: Angriff, Leder, Waffen, lesbische Liebe und Tod. Diese Ästhetik, streng stilisiert, zeigt sich frei, ohne den Zuschauerblick zu dominieren.
Monika Treut schreibt 1981 in „Frauen und Film“ Nr. 28, dass Mademe X ihrer Einschätzung nach weder die Macht noch die Ohnmacht der Frauen repräsentiere. Vielmehr simuliert der Film: Er arbeitet mit Zeichen, die Macht vortäuschen und parodistisch auf ein Szenario anspielen, das eher zur Simulation als zur Wirklichkeit gehört. Ein Film also, der die Möglichkeiten fantastischer Handlungen in der Abgeschlossenheit einer Dschunke zeigt, inszeniert nach bestimmten Regeln und begleitet vom Wissen um die Differenz zum gewöhnlichen Leben, fern jeglicher Anleitung für einen feministischen Alltag.
Klaus Kemetmüller schreibt 1977, dass Ulrike Ottinger in Madame X – Eine absolute Herrscherin, zahlreiche Elemente und Klischees des westlichen Kinos verarbeitet, indem sie ihre homoerotischen Fantasien nach dem Prinzip der Montage und Collage zu einer eigenständigen, unbändigen Kinos verwebt. Das Ergebnis ist ein filmischer Hexensabbat entfesselter weiblicher Sexualität ohne Mitwirkung einer Teufelskraft. Ihre scharfe Satire auf die starren weiblichen Verhaltensmuster wagt ständig Absurditäten, grelle Farben, irrationale Utopien, dicke Schminke und ironische Nacktheit.

## Auszeichnungen
Internationale Filmfestspiele Berlin 1978
International Film Festival Rotterdam 1978